# کیم جا اوک
 کیم جااوک (به کره‌ای: 김자옥 به انگلیسی: Kim Ja-ok) متولد ۱۱ اکتبر ۱۹۵۱ در گذشته ۱۶ نوامبر ۲۰۱۴ بازیگر کره جنوبی بود. او در مجموعه تلویزیونی تاجر پوسان در نقش مادر می گیوم شناخته شد.

## زندگینامه
کیم جا اوک کار بازیگری خود را در پس از پذیرفته شدن در یک استخدام عمومی در MBC آغاز کرد. در سال ۱۹۷۰ که سال‌های اول فعالیتش بود و تازه کار بود به‌طور عمده در مجموعه‌های تلویزیونی ستاره دار به ایفای نقش می‌پرداخت. او با تمرکز بر روی بازی حود کار می‌کرد. کیم جا اوک بخاطر تصاویر شاد بر روی یک زن نسل جدیدبه عنوان 'دفتر خاطرات عروس' محبوبیت یافت.

## مرگ
برای این بازیگر، در سال ۲۰۰۸ تشخیص سرطان کولورکتال داده شد و او سریعاً تحت جراحی قرار گرفت. عمل جراحی او موفقیت‌آمیز بود و یک ماه بعد از آن در سریال 'مامان کارگر' بازی کرد. با این حال، به علت باقی ماندن سلول‌های سرطانی کلورکتال و گسترش سرطان به ریه‌های او، در بیمارستان بستری شد و در اثر متاستاز ریوی سرطان ریه و بخاطر عوارض جراحی سرطان ریه در روز ۱۶ نوامبر ۲۰۱۴ در سن ۶۳ سالگی درگذشت.

## سریالها
- زنی که سه بار ازدواج کرد (۲۰۱۴)
- نمی‌توانم ببازم (۲۰۱۱)
- برادران،اجاکیو (۲۰۱۱)
- مامان زیبا (۲۰۱۰)
- آن احمق (۲۰۰۹)
- لگد بالا از طریق سقف (۲۰۰۹)
- مامان کارگر(۲۰۰۸)
- جهانی که آن‌ها در آن زندگی می‌کنند(۲۰۰۸)
- برخی سوالات برای ما خوشحال‌کننده هستند (۲۰۰۷)
- مثل زمین وآسمان (۲۰۰۷)
- خواهر بزرگتر من (۲۰۰۶)
- مرد نامرئی (۲۰۰۶)
- سامسون دوست داشتنی من (۲۰۰۵)
- گون سون قوی باش (۲۰۰۵)
- خانم کیم میلیاردر می‌شود (۲۰۰۴)
- یک میلیون گل رز (۲۰۰۳)
- اتاق زیر شیروانی گربه (۲۰۰۳)
- فرار از بیکاری (۲۰۰۳)
- در دشت (۲۰۰۳)
- تاجر پوسان (۲۰۰۱)
- بیشتر از کلمات می‌توان گفت (۲۰۰۰)
- بالا آمدن خورشید و ماه (۱۹۹۹)
- گوجه فرنگی (۱۹۹۹)
- پدر (۱۹۹۶)
- به سلامتی (۱۹۹۵)
- شهرستان آدم (۱۹۹۴)
- زمین انسان‌ها (۱۹۹۴)
- راه سلطنتی (۱۹۹۱)
- پادشاه (۱۹۹۱)
- استقلال دروازه (۱۹۸۴)
- پایانه (۱۹۸۰)
- پسر شما (۱۹۷۸)

## مشخصات کلی
- زادروز: ۱۱ /اکتبر/ ۱۹۵۱ میلادی (۱۸ /مهر/ ۱۳۳۰ شمسی)
- مرگ: ۱۶/نوامبر/۲۰۱۴ میلادی(۲۵/آبان/ ۱۳۹۳ شمسی)
- مکان تولد:کره جنوبی (پوسان)
- قد:۱۵۶ سانتیمتر (۵ فوت ۱ اینچ)
- گروه خونی:O
- تحصیلات: فارغ‌التحصیل رشته فیلم و تئاتر از دانشگاه هانیانگ
- دین: مسیحی (پروتستان)[۹][۱۰]